# Kunglig dispositionsrätt i Sverige

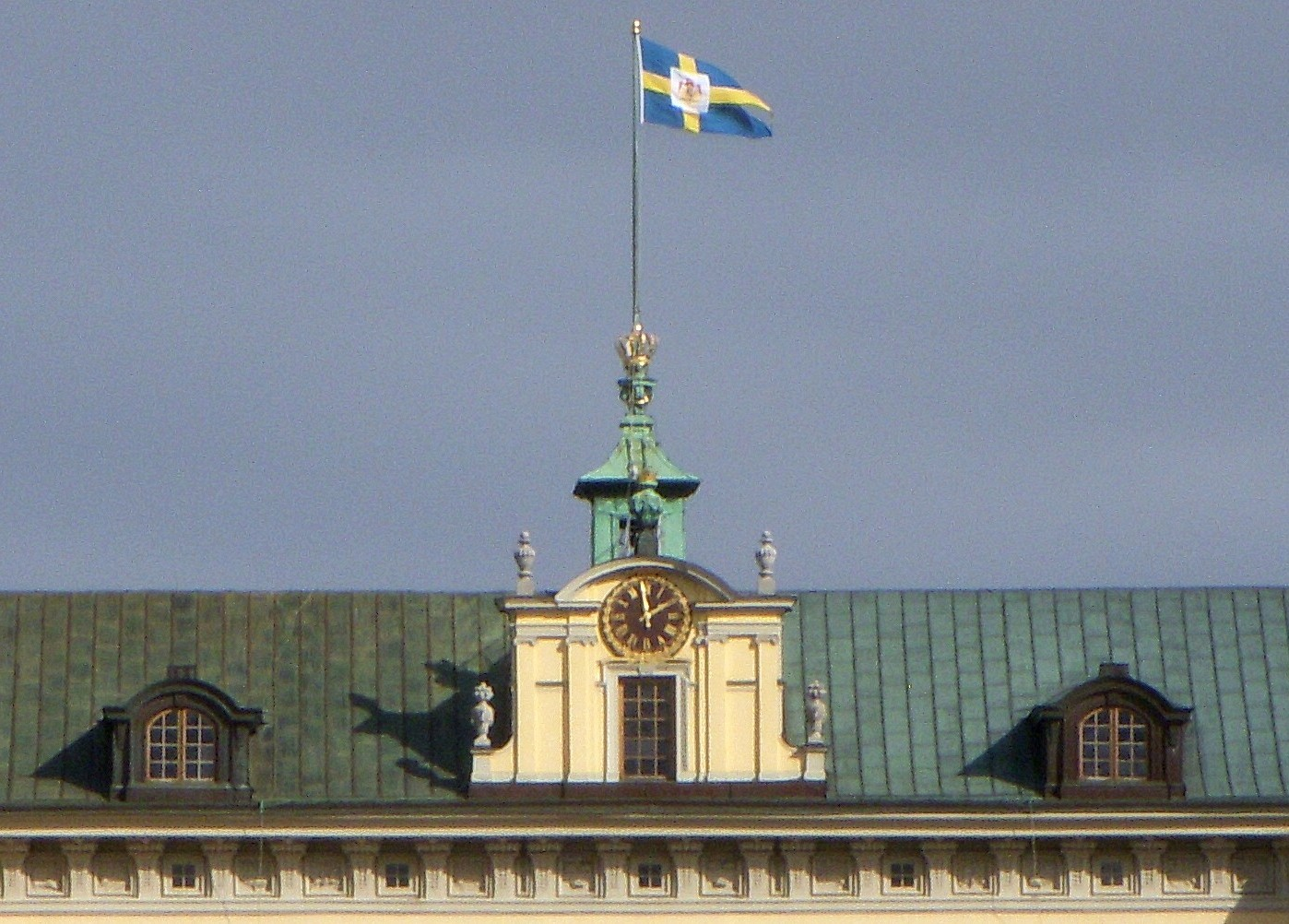
Kungliga flaggan på Drottningholms slott.

Den kungliga dispositionsrätten är en överenskommelse mellan den svenska staten genom riksdagen och dess monark som ger denne rätt att disponera de kungliga slotten och även Kungliga Djurgården i Stockholm. Dispositionsrätten formulerades under samma tid som regeringsformen 1809 drevs igenom, då kungen förlorade både makt och intäkter.
De fastigheter som omfattas av dispositionsrätten ägs av staten, administreras av Ståthållarämbetet och förvaltas av Statens Fastighetsverk, med undantag för Kungliga Djurgården med Rosendals slott som förvaltas av Kungliga Djurgårdens Förvaltning.